# Szolgáltatásmarketing
A szolgáltatásmarketing a szolgáltatások menedzselése. „Szolgáltatás minden olyan cselekvés vagy teljesítmény, amelyet az egyik fél felajánlhat a másiknak, és ami lényegében nem tárgyiasult, és nem eredményez tulajdonjogot semmi fölött. Előállítása vagy kapcsolódik fizikai termékhez, vagy nem.”

Chikán Attila pedig a következőt érti a szolgáltatás alatt: 
„erőforrások felhasználása mások számára hasznos, nem- termelő tevékenységre.”

## Szolgáltatásmarketing
A marketingelmélet és -gyakorlat fizikai termékekre vonatkozó műveletei és szabályai legtöbbször a szolgáltatást nyújtó vállalatokra is érvényesek. A szolgáltatások azonban olyan különleges tulajdonságokkal is rendelkeznek, amelyet a hagyományos marketing nem tud kezelni. A szolgáltatások jellegzetességeit, sajátos kutatási eljárásait, gyakorlatát a szolgáltatásmarketing foglalja össze. 

A szolgáltatások marketing-mixje és a HIPI elv a szolgáltatásmarketing alapja.

## Marketing-mix
A szolgáltatások marketingstratégiájának - hasonlóan a termékekéhez - nélkülözhetetlen része a marketing-mix kialakítása. Ennek  folyamata  azonban semmiben nem különbözik a fogyasztási cikkek piacának gyakorlatától. A különbség egyedül a marketing-mix  elemeiben  rejlik. A szolgáltatások sajátos természete tükröződik az alkalmazható marketingmixben is. Booms és Bitner a sajátosságok alapján a McCarthy-féle 4P-t további három eszközcsoporttal bővítette ki, és az így kapott tényezőket
együttesen a szolgáltatások 7P-jének nevezzük.

### A termékpolitika (Product)
Arról szól, hogy a vállalatok szolgáltatás kínálatukat a mindenkori piaci igényekhez igazítják. A vásárlók igényei szerint
alakítják a választékot, fejlesztik az új szolgáltatásokat és változataikat.

### Az árpolitika (Price)
A vállalat folyamatos ármunkájáról szól, melyben megállapítja szolgáltatásainak árát. Ez a vállalatok számára az egyik legnehezebb feladat, mivel egyszerre kell figyelni az árak stratégiai és taktikai hatásait is. A vállalat lehetőségeit behatárolják az állandó- és változó költségek, valamint a nyereség is.

### Az értékesítéspolitika (Place)
Az a folyamat, mely alatt a szolgáltatás eljut a fogyasztóhoz. A vállalatnak ehhez értékesítési hálózatra van szüksége, melyet saját eladószemélyzet vagy piaci közvetítők segítségével működtet.

### A reklámpolitika (Promotion)
A marketingkommunikáció feladata a fogyasztók tájékoztatása a szolgáltatásról, hogy az kedvező képet alakíthasson ki a vállalatról, ösztönözze az eladásokat, befolyásolja a fogyasztó véleményét és viselkedését. A jó reklámüzenet elkészítéséhez elengedhetetlen a megfelelő reklámfajta és a médiaterv elkészítése.

### Az emberi tényező (People)
Az összes olyan személy, aki szerepet játszik a szolgáltatásügylet létrejöttében, és így hat az igénybe vevő által észleltekre, azaz: a szolgáltató frontszemélyzete, maga az igénybe vevő, és a szolgáltatásügylet környezetében található más igénybe vevők.

### A tárgyi elemek (Physical evidence)
Az a környezet, amelyben a szolgáltatást nyújtják, és ahol a szolgáltató, illetve az igénybe vevő közötti interakció lezajlik, továbbá bármely olyan tárgyi elem, amely megkönnyíti a szolgáltatás teljesítését vagy kommunikációját.

### A folyamat (Process)
Azok az eljárások, mechanizmusok és tevékenységfolyamatok, melyek műveleti rendszere „leszállítja” a szolgáltatást.

## HIPI elv
Négy tulajdonsága a legjelentősebb, amely alapján következtetéseket lehet levonni. Ezt röviden HIPI elvnek szokták röviden nevezni.

### H - Heterogeneity
Ingadozás, változékonyság: A szolgáltató teljesítménye és az igénybevevő által tapasztalt szolgáltatás természeténél fogva térben és időben változó (ingadozó). Mivel természeténél fogva ilyen, ez a probléma enyhíthető, de soha ki nem küszöbölhető.
A heterogenitás az emberi tényező következménye. A szolgáltatások több kevesebb elemét személyek nyújtják, munkateljesítményük a legszigorúbb fegyelem és ellenőrzés mellett is időben ingadozó (munkakezdés után bizonyos idővel eléri a maximális szintet, később a kifáradással arányosan csökkenni kezd). A többszemélyes szolgáltatások színvonala az egyes személyek eltérő képességei következtében is változó.
Az igénybevevő, mint emberi tényező szerepe is fontos a szolgáltatási folyamatban, ugyanis a fogyasztói szubjektivitás még abban az elméletileg elképzelhető ideális esetben is bizonytalanná teszi a szolgáltatás színvonalának megítélését, ha a szolgáltató személyzet teljesítménye minden ingadozástól mentes.
A heterogenitás kockázata annál nagyobb, minél nagyobb a szolgáltatás „személyi aránya” a dologi tényezőkhöz képest.

### I - Intangibility
Nem-fizikai természet, megfoghatatlan. A szolgáltatásról érzékszervi úton nem tudunk információt szerezni, mert nem tapintható, nem ízlelhető, nem szagolható és nem látható. Megismeréséhez a vevőnek át kell élnie a szolgáltatás igénybevételét (tapasztalati termék!).

### P - Perishability
Romlékonyság. Ezek nem fejezik ki pontosan e jelleg lényegét. A ma el nem fogyasztott szolgáltatás nem pótolható, „elveszett” forgalmat jelent (pl. a szállodai férőhely). Azt is jelenti ez, hogy a szolgáltatás végterméke nem helyezhető el a készáruraktárban. Látszólagos ellenpéldaként említhető a sajtószolgáltatás, hiszen az újság a hír elolvasása után is megmarad. Ha azonban jobban belegondolunk, a sajtó szolgáltatása az a híranyag, amit az igénybe vevőnek üzen, és az az olvasáskor a
hírt el is fogyasztja. A maradék nyomtatott papír csak az üzenetet hordozó tárgyi eleme a szolgáltatásnak, eredeti használati értéke a fogyasztó számára elvész.

### I - Inseparability
Elválaszthatatlanság. A szolgáltatás nyújtása és felhasználása időben és térben elválaszthatatlan egymástól, azaz a „termelés” és
a „fogyasztás” egy időben megy végbe a szolgáltató frontszemélyzete és az igénybe vevő jelenlétében. Az igénybe vevő a szolgáltatási folyamatban aktívan részt vesz.